# Filiberto Lucchese

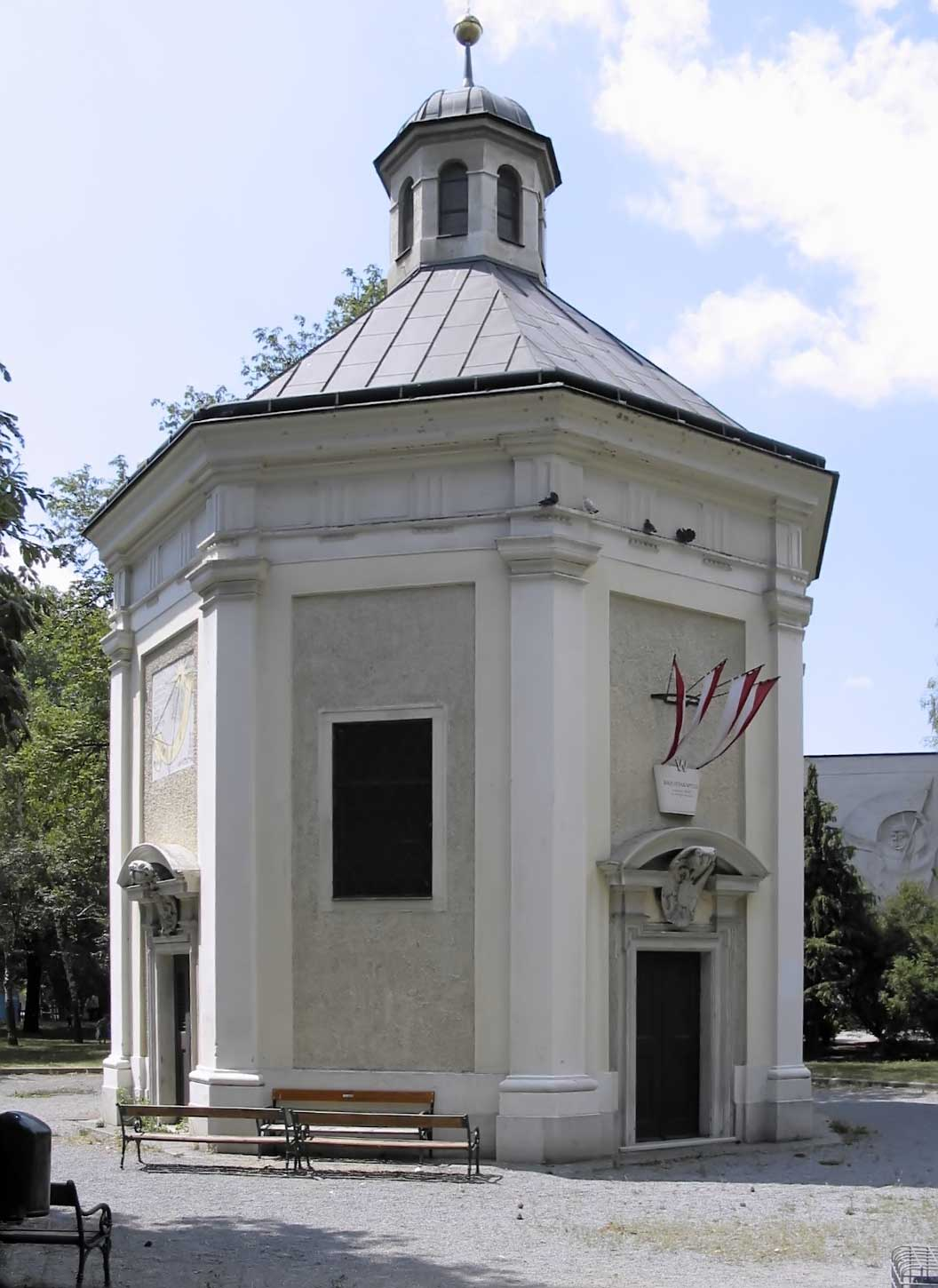
Brigittakapelle, 1650/51

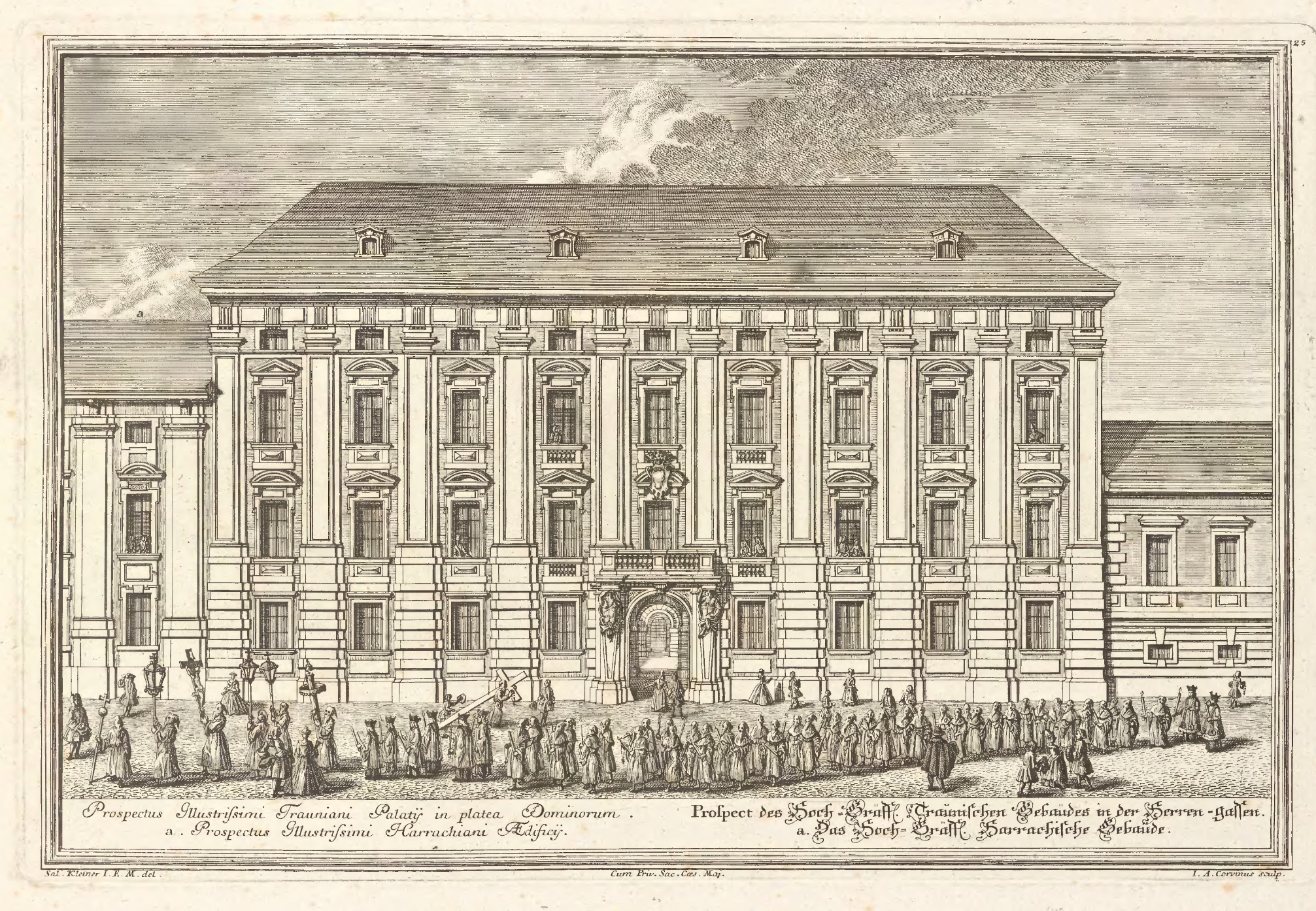
Palais Abensperg-Traun, ab 1651

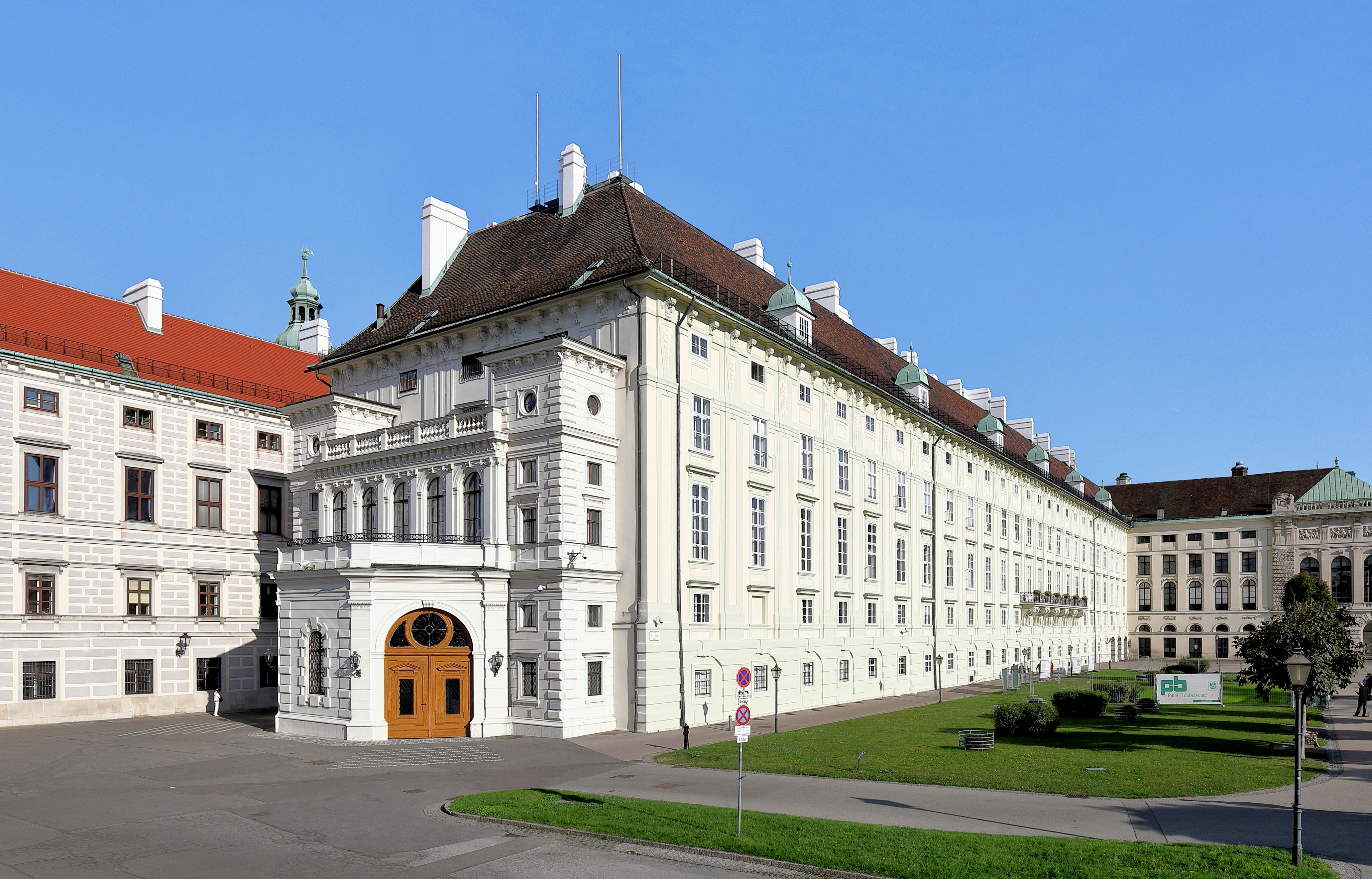
Leopoldinischer Trakt, Hofburg, 1660–1666

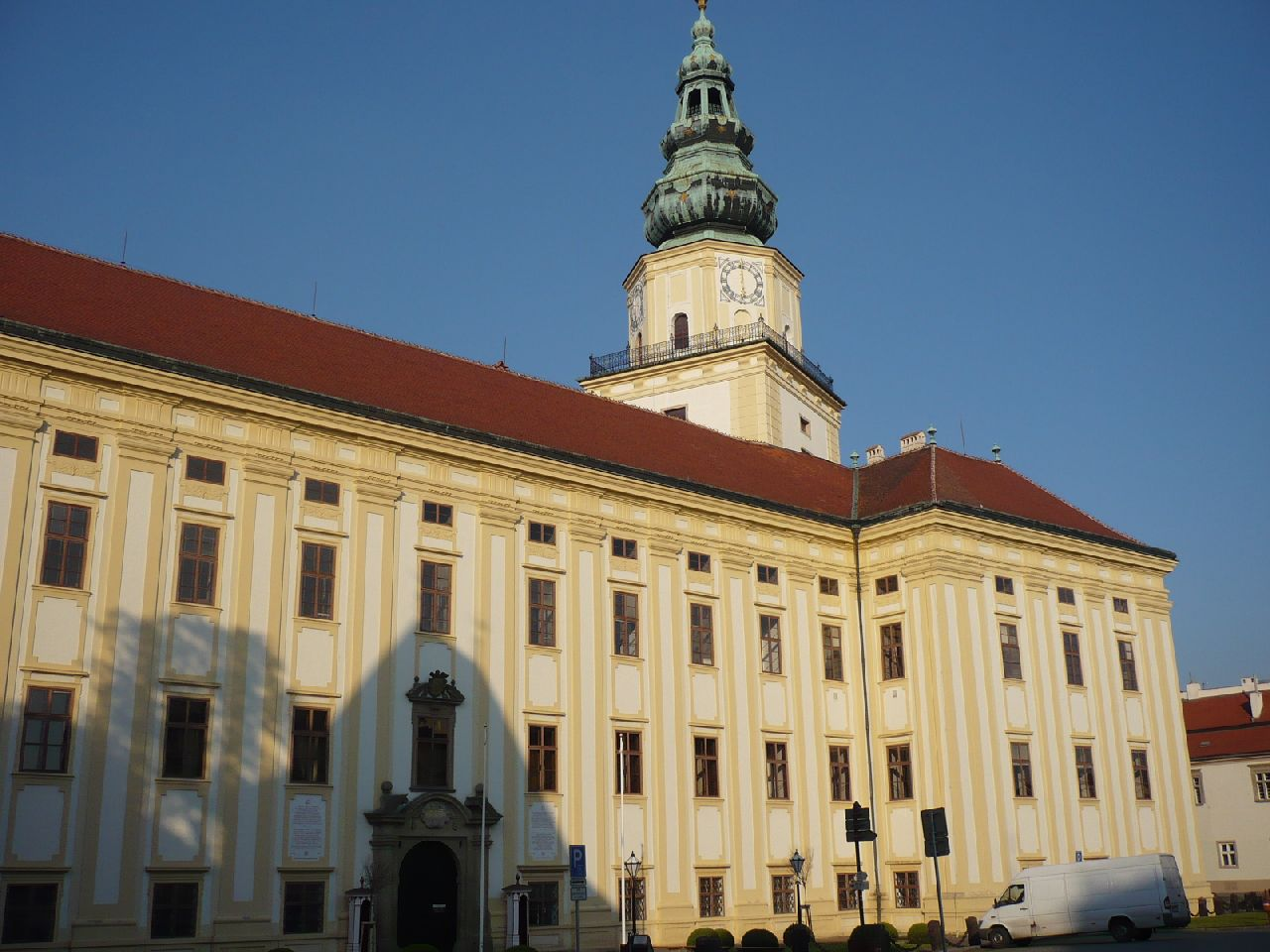
Schloss Kremsier, 1665

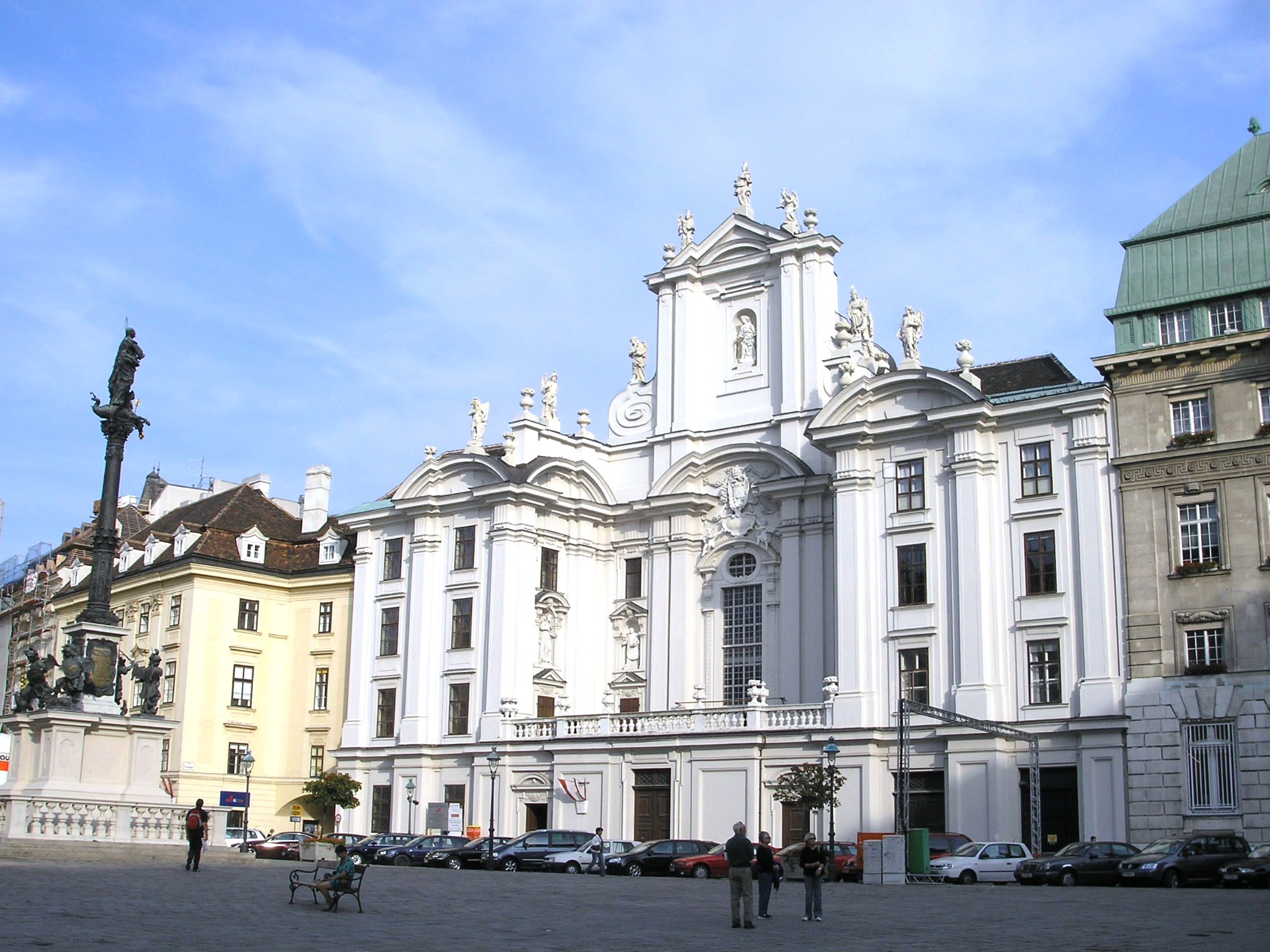
Kirche Am Hof, 1658

Filiberto Lucchese (auch Philiberto), eigentlich Filippo Alberto Lucchese, auch Luchese (* getauft 26. Dezember 1606 in Melide; † 21. Mai 1666 in Wien) entstammte einer Architekten- und Steinmetzfamilie aus dem Kanton Tessin und übte selbst den Beruf des Architekten, Stuckateurs, Bauhandwerkers und Festungsingenieurs aus. Er baute Paläste und Kirchen, war aber auch mit dem Bau von Befestigungsanlagen in Wien und an der Ostgrenze des Heiligen Römischen Reichs betraut. Seine wichtigsten Auftraggeber waren Kaiser Ferdinand III., dessen Sohn Kaiser Leopold I. und Graf Ádám Batthyány.

## Leben und Werk
Filibertos Urgroßvater Giovanni Lucchese erbaute die Silberne Kapelle in der Hofburg in Innsbruck sowie die Herz Jesu-Basilika in Hall in Tirol. Sein Großvater Alberto Lucchese (ca. 1545–1600) war Hofbaumeister Erzherzog Ferdinand II von Tirol, sein Vater Giovanni Lucchese (ca. 1580–?) scheint das Amt seines Vaters übernommen und gemeinsam mit seinem Sohn Filiberto gearbeitet zu haben.
Filibertos Mutter hieß Elisabetta Tencal(l)a, die der gleichnamigen großen Künstlerfamilie entstammte. Weiters hatte er zwei Brüder, Domenico (* 1612) und Giovanni Battista († 1675), die ebenfalls Baumeister in Innsbruck waren, sowie eine Schwester namens Maria. Filiberto blieb Junggeselle, er hinterließ auch keine Erben.
Die für seinen Berufsstand und zu der Zeit üblichen Lehr- und Wanderjahre liegen im Dunkeln. Vermutlich erhielt er seine Ausbildung unter Anleitung seiner Verwandten am Innsbrucker Hof. 1639 wird Filiberto erstmals in Wien erwähnt.
Das genaue Datum der Ankunft Luccheses in Österreich ist unbekannt. Einem Bittgesuch aus dem Jahr 1657 ist zu entnehmen, dass er 17 Jahre zuvor als Militäringenieur in die Dienste Kaiser Ferdinands III. eingetreten war. Ab 1639/1640 ist seine künstlerische Tätigkeit als Stuckateur und Architekt in Österreich fassbar. Eines seiner ersten Werke scheint der Neubau des Langhauses und des Chors der Benediktiner Stiftskirche Lambach gewesen zu sein. Im Herbst 1640 stuckierte Lucchese mit Gehilfen die Kapelle des Schlosses zu Rechnitz, das während der Kampfhandlungen der letzten Kriegstage im Jahre 1945 fast völlig zerstört und anschließend abgetragen wurde.
Als Nachfolger des Architekten Giovanni Battista Orsolino († 1639), arbeitete Lucchese von 1641 bis 1650 für Graf Ádám Batthyány und lieferte die Pläne für die Umbauten an der Burg Schlaining, für die Burg und das Franziskanerkloster in Güssing sowie für die Burg Bernstein. Seit 1640 war Lucchese auch für die Familie Pálffy als Architekt und Stuckateur tätig.
Die ersten gesicherten künstlerischen Arbeiten Luccheses für den kaiserlichen Hof waren keine Bauwerke, sondern Festdekorationen und Trauergerüste (s. dazu castrum doloris), die zu den Dienstpflichten eines kaiserlichen Architekten gehörten. Das erste urkundlich gesicherte Bauwerk Filiberto Luccheses in Wien ist die Brigittakapelle. Zwischen 1639 und 1655 baute Lucchese die Kirche in Maria Brunn, sie zählt zu den ersten Werken des neuen kaiserlichen Architekten Lucchese und war eine Stiftung Kaiser Ferdinands III. Ab 1651 errichtete Filiberto Lucchese für Graf Johann Johann Rottal das Rottal´sche Schloss in Holleschau, Mähren. Von 1652 bis 1657 war er am Umbau der mittelalterlichen Stiftskirche in Lambach beteiligt. Obwohl nur das Kirchenportal als seine Arbeit urkundlich gesichert ist, lassen sich ihm stilistisch die gesamte Stiftskirche als auch die neuen Trakte zuschreiben.
Unter den heute meist nur noch durch Kupferstiche überlieferten Wiener Adelspalästen des 17. Jahrhunderts ist Luccheses Urheberschaft für das Palais Abensperg-Traun urkundlich gesichert. Stilistisch lässt sich ihm auch der Umbau des Abensperg-Traunschen Schlosses in Petronell zuschreiben. 1652 hielt sich Lucchese in Linz auf. In den Jahren 1652–1653 arbeitete er für Fürst Gundaker von Liechtenstein an der Ausschmückung des Schlosses und des Schlossparks in Ungarisch-Ostra, möglicherweise ist ihm auch die dortige Pfarrkirche zuzuschreiben. 1658 entwarf Lucchese die Fassade der Kirche am Hof. Nach dem Tod Kaiser Ferdinands III. 1657 blieb Lucchese in Diensten von dessen Sohn und Nachfolger Kaiser Leopold I. Im Jahr 1660 wurde unter der Leitung Carl Martin und Dominico Carlones der Bau des so genannten Leopoldinischen Traktes der Hofburg in Wien als erster Schritt zu einer Erweiterung des damals wenig repräsentativen Stadtschlosses der Habsburger in Angriff genommen. Die Bauarbeiten dauerten bis 1666, 1668 brannte der Trakt aus und wurde ab 1672 unter Aufsicht des kaiserlichen Architekten Giovanni Pietro Tencalla wiederhergestellt und aufgestockt. Die risalitlose Außenfront des Leopoldinischen Traktes mit ihrer beträchtlichen Länge von neunundzwanzig Achsen trägt die charakteristische Fassadentextur Filiberto Luccheses.
Von den sakralen Barockbauten Wiens, die man auf der Grundlage stilistischer Überlegungen mit Lucchese in Verbindung bringen kann, seien noch die Schottenkirche und die Servitenkirche erwähnt. Am Ende seiner Karriere gewann Lucchese einen wichtigen Auftraggeber – Fürst Karl Eusebius von Liechtenstein, der kunsttheoretische Werke verfasste, weil er große Freude am Bau prächtiger Gebäude empfand: „Das Geldt ist nur, schene Monumenta zu hinterlassen zue ebiger und unsterblicher Gedechtnuss“. 1664 wurde Fürst Karl von Liechtenstein zum Bischof von Olmütz gewählt. Lucchese legte für den ihn 1665 Pläne für den Umbau der Residenz zu Kremsier vor.
Am 21. Mai 1666 starb der kaiserliche Hofingenieur in Wien im Alter von 60 Jahren an hitzigem Fieber. Nach seinem Tode erhielt Giovanni Pietro Tencalla, der zehn Jahre sein Assistent und möglicherweise ein Verwandter gewesen war, das Amt des Hofbaumeisters.

## Werke
- Neubau des Langhauses und Chors der Benediktiner Stiftskirche von Lambach
- Stuckierungen des Schlosses zu Rechnitz (1945 zerstört und abgetragen)
- Umbau des Schlosses Güssing
- Kloster und Klosterkirche Güssing
- Umbau der Burg Schlaining
- Umbau der Burg Bernstein
- Brigittakapelle, Wien
- Umbau der Stiftskirche Lambach
- Pfarr- und Wallfahrtskirche Mariabrunn
- Schloss Rottal in Holleschau, Mähren
- Palais Abensperg-Traun in der Wiener Herrengasse (im 19. Jahrhundert abgetragen).
- Schloss Petronell
- Fassade der Kirche am Hof, Wien
- Leopoldinischer Trakt der Wiener Hofburg
- Miterbauer der Schottenkirche, Wien
- Miterbauer der Servitenkirche, Wien
- Entwurf zum Schloss Esterházy in Eisenstadt
- Schloss Körmend
- Schloss Marchegg
- Schloss Kremsier
- Schloss und Pfarrkirche in Holleschau
- Entwurf zum Palais Czernin, Prag

### Lucchese und der kaiserliche Steinbruch
Im kaiserlichen Steinbruch am Leithaberg mit dem harten Kaiserstein wirkten seine Landsleute, die Magistri Comacini#Renaissance, Manierismus, Barock nördlich der Alpen.
- Fertigstellung des Nordturmes im Stift Klosterneuburg.

Im Vertrag vom 11. Jänner 1648 zwischen Ihrer Hochwürden und Gnaden Herrn Herrn Rudolphen, des Stifts zu Closterneuburg an ainem, dann Pietro Maino Maderno, Steinmetzmeister. Unterschrift mit Siegel von (auszugsweise): Rudolph, Probst zu Closterneuburg; Johann Jacob Pock Bürger und Steinmetzmeister zu Wien; Philiberto Lucchese, Bürger und Baumeister in Wien; Pietro Maino Maderno.
- Umbau von Schloss Petronell

Unter den heute lediglich durch alte Abbildungen überlieferten Wiener Adelspalästen des 17. Jahrhunderts ist Lucheses Urheberschaft für das Palais Abensperg-Traun urkundlich gesichert. Aus stilistischen Gründen kann man Luchese auch den Umbau des Abensperg-Traunschen Schlosses in Petronell zuschreiben. Die Steinmetzarbeiten lieferten die Brüder Ambrosius und Giorgio Regondi, beide Steinmetzmeister.
- Neue Fassade der Jesuitenkirche am Platz Am Hof

1658 wünschte die Witwe Kaiser Ferdinands III., Eleonora Gonzaga, der Jesuitenkirche am Hof eine neue Fassade zu verleihen. Filiberto bewarb sich um dieses Projekt, die Fassade in die bereits bestehenden Gebäude auf dem Platz Am Hof einzufügen. Die Steinmetzarbeiten organisierte Meister Johann Lorentisch.
- Leopoldinischer Trakt der Hofburg

Nach Luccheses Plänen wurde 1660–1666 der Leopoldinische Trakt der Hofburg gebaut (Brand 1668). Die Steinmetzarbeiten leitete Meister Ambrosius Ferrethi.